# Nostra Senyora de París (pel·lícula)
Nostra Senyora de París (títol original en francés: Notre-Dame de Paris) és una pel·lícula franco- italiana dirigida per Jean Delannoy, estrenada el 1956. Ha estat doblada al català.

## Argument
A París, sota el regnat de Lluís XI, la bella bohèmia Esmeralda, que balla sobre l'atri de  Notre-Dame, fa girar el cap a Claude Frollo, sinistre alquimista, a Quasimodo, campaner geperut de les campanes de la catedral i recollit per Frollo, a Gringoire, poeta, i a Foebus, capità dels arquers. Viu una curta relació amb aquest últim, després s'acostuma a Quasimodo i se n'enamora.

## Repartiment
- Gina Lollobrigida: Esmeralda
- Anthony Quinn: Quasimodo
- Alain Cuny: Claude Frollo
- Robert Hirsch: Pierre Gringoire
- Jean Danet: Capità Foebus de Châteaupers
- Philippe Clay: Clopin Trouillefou
- Jean Tissier: Lluís XI
- Maurice Sarfati: Jehan Frollo
- Valentine Tessier: Aloyse de Gondelaurier
- Marianne Oswald: La Falourdel
- Danièle Dumont: Flor de Lys
- Jacques Hilling: Charmolue
- Jacques Dufilho: Guillaume Rousseau
- Roger Blin: Mathias Hungadi i El duc de Bohèmia
- Piéral: El nabot
- Robert Lombard: Jacques Coppenole
- Dominique Davray: Gilette La Charonne
- Hubert de Lapparent: Guillaume d'Harancourt
- Paul Bonifas: Gilles El Cornu
- Georges Douking: François Chanteprune, un truà
- Madeleine Barbulée: Madame Le Cornu
- Camille Guérini: El president del tribunal
- Albert Rémy: Jupiter
- Roland Bailly: Pierrot Torterue
- Daniel Emilfork: Andry El Roux
- Michel Etcheverry: un archidiacre
- Damia: la cantant
- Boris Vian: El Cardenal de Paris
- Yette Lucas: Claude Rongeoreille

## Producció

### Guió
La novel·la de Victor Hugo, rodada en una reconstrucció fastuosa del París de la Cort dels miracles, ha estat adaptada per Jacques Prévert.

### Càsting
Anthony Quinn, Gina Lollobrigida i Alain Cuny encarnen els personatges de Quasimodo, Esmeralda i Claude Frollo.

### Rodatge
Entre els llocs reconstruïts en els Estudis de Boulogne: Notre-Dame de París i sobretot l'interior, les teulades, les torres i l'atri; una taverna; els carrerons envoltant la plaça de Grève.
Els immensos decorats medievals engoleixen més de la meitat del pressupost de la pel·lícula. Mil figurants són reclutats per a les escenes de multitud. Es tracta de la primera versió en color i en CinemaScope d'aquesta obra. Així, la trama es desenvolupa davant un dels rosetons multicolors de la catedral, i la decoració restitueix (evoca seria més just) la policromia original de l'estatuària gòtica, sobretot a les portades de Notre-Dame de París.

### Difusió i censura
Per permetre la difusió de la pel·lícula als Estats Units, encara sota la influència del codi Hays, no era possible designar verbalment Frollo com a archidiacre o sacerdot. Però Preverd es burla hàbilment de la censura deixant moltes vegades en els diàlegs indicis que suggereixen que Frollo és un home d'Església. Contràriament al Notre-Dame de París amb Lon Chaney (1923) i al Quasimodo de William Dieterle amb Charles Laughton (1939), el personatge de Frollo és un devot sinistre dut per raonaments perversos sobre el pecat i el desig. Delannoy es va barallar de valent amb els productors perquè aquest tret essencial del llibre fos respectat.